# VDLネッドカー

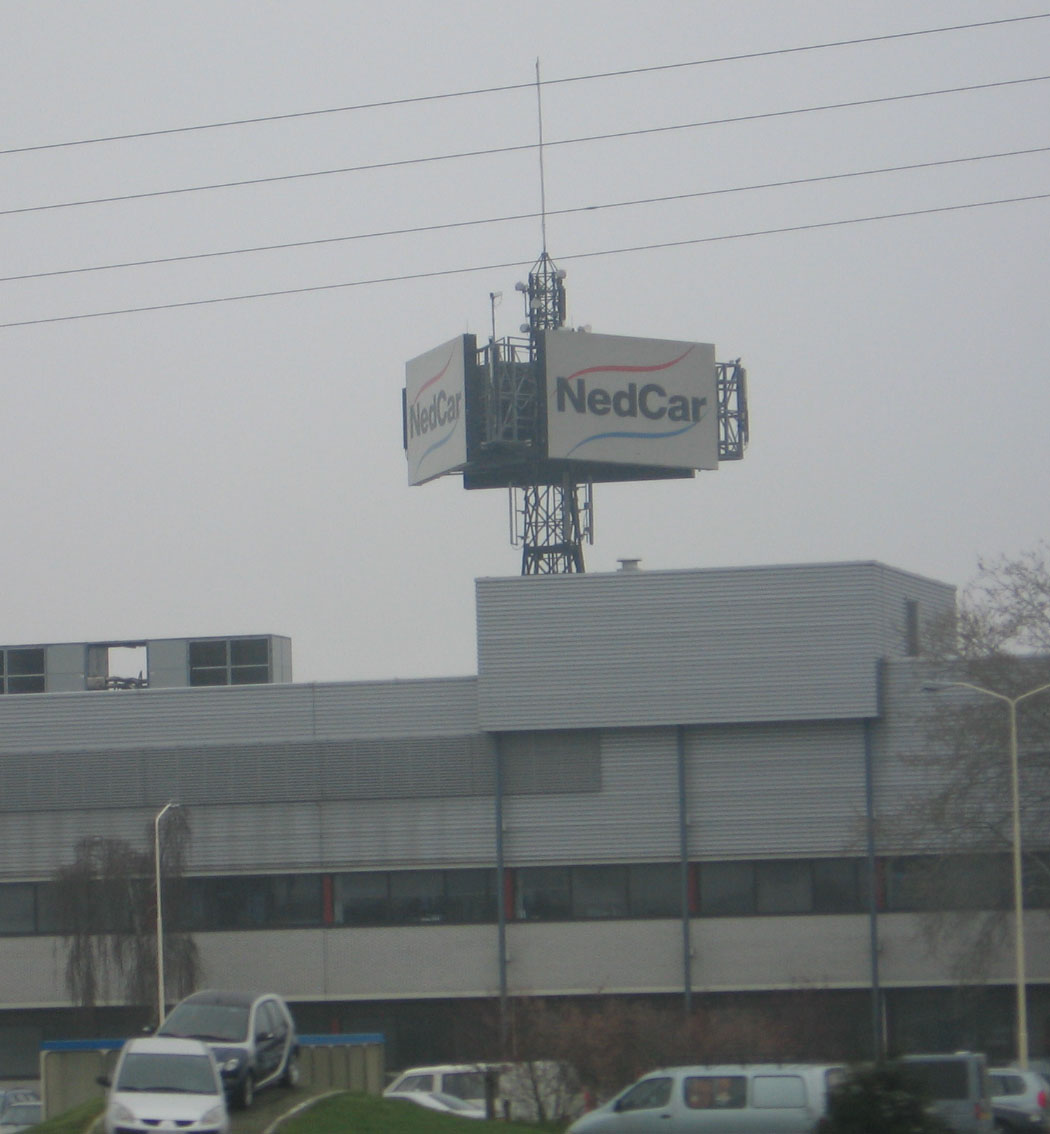
ボルンにあるネッドカー

VDLネッドカー（VDL NedCar、旧称：ネザーランズ・カーB.V.（Netherlands Car B.V.）はVDL グループの100 %子会社であり、オランダ唯一の量産乗用車メーカーである。リンブルフ州ボルン（シッタート・ヘレーン）に927,000 m2の拠点を構え、約200,000台の製造能力を有し、2000年10月4日には100万台目の車となる三菱・スペーススターを製造した。工場自体は1967年以来450万台以上の自動車を製造した。2014年7月17日BMWグループが委託したMINIハッチバックの生産が開始された。

## 歴史
工場は1967年旧ファン・ドールネ自動車工場（DAF）によって設立され、1972年 - 1975年頃にスウェーデンのボルボによって買収された後も続いた。1990年初期に資金難から閉鎖の危機に直面し、政府は存続を保証しようとした。
オランダ政府、ボルボ、三菱自動車工業による合弁事業が1991年8月から開始された。1996年に「ボルボ・カーズB.V.」から「ネザーランズ・カーB.V.」に改称する前のことであったが。1999年2月15日、オランダ政府は保有していた株式をパートナーの2社に売却し、2社が50 %ずつを保有することとなった。その後、2001年3月30日、ボルボは株式を三菱に売却し、三菱の100%子会社となった。最後のボルボ車は2004年に製造された。
欧州危機による新車需要の低迷、超円高による収益の悪化により、2012年末をもって工場を閉鎖するとしていたが、2012年7月11日に「ネザーランズ・カーB.V.」の全株式を「VDL グループ」に売却すると発表し、VDL傘下の工場として存続することとなった。なお売却額は1ユーロ（当時の日本円で約96円）。VDLネッドカーでは2014年よりBMW・ミニのライセンス生産を行なうと報じられ、2014年7月17日からミニ・ハッチバックの生産が開始され、オランダ唯一の量産自動車メーカーとして復活した。

## 製造
2012年までネッドカーは、主に2004年から製造を開始した三菱・コルトを製造していた。
2006年中頃に製造が打ち切られるまでは、ダイムラー・クライスラー向けにコルトの姉妹車であるスマート・フォーフォーも製造していた。2001年以後は工場の長期的な存続が疑問視されるようになり、当時三菱自動車COOであったロルフ・エクロートは、経済的に存立を維持するには生産能力を年280,000台に引き上げる必要があると述べている。2005年にはスマート・フォーフォーの製造打ち切りに反発して労働争議が発生した。三菱が2009年にコルトがライフサイクルの終焉を迎えるまでは工場の操業を維持するとの声明を出したものの、その後、欧州市場向けの三菱・アウトランダーは2008年に製造が日本からオランダに移された。労働組合FNV、ネッドカーCOOヨースト・ホバーツ、および労使協議会は工場の未来を安堵する上で大きな一歩であるとの声明を出した。だが、これは日本から部品を輸出して組み立てる（ノックダウン生産）ため、超円高により収益が悪化することとなった。

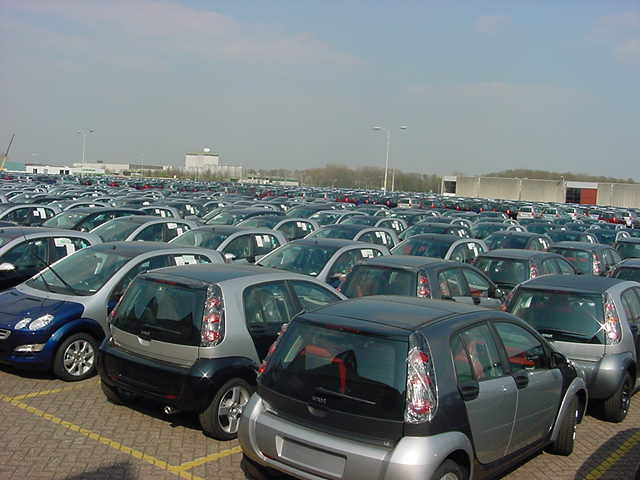
ネッドカーは2004年から2006年までスマート・フォーフォーを製造していた。

2014年7月17日からミニ・ハッチバックの生産が開始され、ミニ・ハッチバックはイギリス・オックスフォード工場とVDLネッドカーのボルン工場の2拠点体制となった。

### 生産車種
- DAF・33 （1967–72年）
- DAF・44 （1967–75年）
- DAF・55 （1968–72年）
- DAF・66 （1972–75年）
- DAF・46 （1975–76年）
- ボルボ・66 （1975–81年）
- ボルボ・340/360 （1976–91年）
- ボルボ・480 （1986–95年）
- ボルボ・440/460 （1987–97年）
- ボルボ・S40/V40 （1995–2004年）
- 三菱・カリスマ （1995–2004年）
- 三菱・スペーススター （1998–2005年）
- スマート・フォーフォー （2004–06年）
- 三菱・コルト/CZ3 （2004年-2012年）
- 三菱・アウトランダー （2008年-2012年）
- プジョー・4007 （2009年-2012年）
- シトロエン・Cクロッサー （2009年-2012年）

- ミニ・ハッチバック(3代目) （2014年-）

### 年間生産台数
| 年     | 台数       | 車種                                                                                        |
| ------ | ---------- | ------------------------------------------------------------------------------------------- |
| 1992年 | 94,019台   | ボルボ・440/460、ボルボ・480                                                                |
| 1993年 | 80,246台   | ボルボ・440/460、ボルボ・480                                                                |
| 1994年 | 92,044台   | ボルボ・440/460、ボルボ・480                                                                |
| 1995年 | 98,454台   | ボルボ・440/460、ボルボ・480、ボルボ・S40/V40、三菱・カリスマ                               |
| 1996年 | 145,090台  | ボルボ・440/460、ボルボ・S40/V40、三菱・カリスマ                                            |
| 1997年 | 197,225台  | ボルボ・440/460、ボルボ・S40/V40、三菱・カリスマ                                            |
| 1998年 | 242,804台  | ボルボ・S40/V40、三菱・カリスマ、三菱・スペーススター                                       |
| 1999年 | 262,196台  | ボルボ・S40/V40、三菱・カリスマ、三菱・スペーススター                                       |
| 2000年 | 214,974台  | ボルボ・S40/V40、三菱・カリスマ、三菱・スペーススター                                       |
| 2001年 | 189,188台  | ボルボ・S40/V40、三菱・カリスマ、三菱・スペーススター                                       |
| 2002年 | 182,368台  | ボルボ・S40/V40、三菱・カリスマ、三菱・スペーススター                                       |
| 2003年 | 163,130台  | ボルボ・S40/V40、三菱・カリスマ、三菱・スペーススター                                       |
| 2004年 | 187,600台  | ボルボ・S40/V40、三菱・カリスマ、三菱・コルト、三菱・スペーススター、スマート・フォーフォー |
| 2005年 | 115,121台  | 三菱・コルト、三菱・スペーススター、スマート・フォーフォー                                  |
| 2006年 | 約87,000台 | 三菱・コルト/CZ3、スマート・フォーフォー                                                    |
| 2007年 | -          | 三菱・コルト/CZ3                                                                            |
| 2008年 | -          | 三菱・コルト/CZ3、三菱・アウトランダー                                                      |
| 2009年 | -          | 三菱・コルト/CZ3、三菱・アウトランダー                                                      |

（出典："Key facts and figures"、ネッドカー公式サイト）